# Julius Seredy
Julius S. Seredy (Veszprém, 1874 – ?) was een Hongaars componist, dirigent, pianist en violist, die rondom 1900 naar de Verenigde Staten vertrok.

## Levensloop
Van deze componist is weinig bekend. In New York trad hij als pianist op en was eveneens oprichter van het Seredy's Hungarian Orchestra. Met dit orkest, dat hij zelf dirigeerde en waarin hij soms ook de solopartij op viool bespeelde, verzorgde hij vele concerten. Vermoedelijk was hij ook als muziekpedagoog bezig, omdat hij in verschillende bronnen als Prof. Julius S. Seredy aangeduid wordt.
Als componist schreef hij vooral voor orkest en harmonieorkest. Hij is ook auteur van het boek Analytical Orchestra Guide : A Practical Handbook for the Profession.

## Composities

### Werken voor orkest
- 1915 Remembrances of Waldteufel
- Dance of the Crickets Caprice
- Emerald Waltz
- Songs of the South, selectie

### Werken voor harmonieorkest
- 1920 Around the Campfire, selectie
- 1921 Campus Memories, selectie
- 1921 In Melody Land, selectie
- 1934 Mount Saint Louis Cadets, mars
- 1936 Alhambra, mars
- A Frangesa, mars
- Dancing Dolls, Gavotte
- Echoes From The Volga, selectie
- Emerald Waltz
- Entre Nous Waltz
- Gipsy's serenade
- Old Favourites, selectie

## Publicaties
- Julius S. Seredy: Analytical Orchestra Guide : A Practical Handbook for the Profession, Carl Fisher. 1929